# Amé Pictet
Pour les articles homonymes, voir Amé et Pictet.
Amé Pictet (-Lullin) (né à Genève le 12 juillet 1857 et mort dans la même ville le 11 mars 1937) est un chimiste suisse.

## Biographie

### Jeunesse et études
Né en 1857 à Genève d'Ernest Pictet, Amé fut élève de l'école Privat, puis collégien à Genève et à Schaffhouse. Il entre en 1875 à la faculté des sciences de l'université de Genève où le cours du professeur Jean Charles Galissard de Marignac le décide à se lancer dans une carrière de chimiste. Il part alors pour l'Allemagne où, après un passage au Polytechnicum de Dresde, il devient le condisciple d'August Kekulé à l'université de Bonn. De retour à Genève en 1880, il travaille comme assistant de Carl Graebe à l'École de Chimie nouvellement créée tout en préparant à l'université de Bonn sa thèse ès sciences, qu'il obtient en 1881. Après un semestre à Paris dans le laboratoire du professeur Charles Adolphe Wurtz, il s'installe définitivement à Genève. Il y épouse en 1884 Renée Lullin. De cette union naîtront Albertine (1884-1946), Blanche (1886-1978) et Madeleine (1890-1953).

### Carrière scientifique
Amé enseigne d'abord pendant cinq ans (1888-1893) au Collège de Genève. À la demande de Graebe et à la mort de son ancien maître Denys Monnier, il est nommé en 1894 professeur de chimie pharmaceutique, biologique et toxicologique à l'université de Genève puis, en 1906, il reçoit une chaire de chimie inorganique et organique. Il y enseignera jusqu'en 1932, à l'âge de 75 ans[réf. nécessaire].
Les recherches de Pictet se concentrent d'abord sur les alcaloïdes (composés basiques trouvés dans les plantes). Il fait la synthèse de plusieurs de ces composés (la nicotine et la papavérine notamment) et montre que ce sont des déchets toxiques que la plante, dépourvue d'organes d'excrétion, stocke dans des cellules particulières. On lui doit aussi la découverte de la réaction de Pictet-Spengler.
Il fut docteur honoris causa des universités de Cambridge et Bruxelles, et membre correspondant de l'Académie des sciences de Paris et de Madrid. Il est nommé Officier de la Légion d'honneur en 1927[réf. nécessaire].

## Œuvres principales
- Recherches sur les éthers tartriques, Genève, 1881.
- La constitution chimique des alcaloïdes végétaux, Masson et Cie (Paris), 1897, Texte en ligne disponible sur LillOnum
- "Synthèse du saccharose", avec Hans Vogel, in: Helvetica chimica acta, Bâle, Vol. 11(1928), fasc. 3, p. 436-442.